# South Sudan Football Championship
Die South Sudan Football Championship ist die oberste Spielklasse der South Sudan Football Association. Die erste Saison begann 2011 nach der Unabhängigkeit des Südsudan und endete 2012. Erster Meister wurde der Salaam FC aus Wau.

## Alle Meister
- 2011/12: Salaam FC (Wau)
- 2013: Atlabara FC (Juba)
- 2014: keine Meisterschaft
- 2015: Atlabara FC (Juba)
- 2016: keine Meisterschaft
- 2017: Salaam FC (Wau)
- 2018: al-Hilal Juba (Wau)
- 2019: Atlabara FC (Juba)
- 2020: keine Meisterschaft
- 2021: keine Meisterschaft
- 2022: keine Meisterschaft
- 2023: Salaam FC (Wau)
- 2024: El-Merriekh Bentiu
- 2025: Jamus SC

## Anzahl der Titel
| Verein             | Stadt | Titel | zuletzt |
| ------------------ | ----- | ----- | ------- |
| Atlabara FC        | Juba  | 3     | 2019    |
| Salaam FC          | Wau   | 3     | 2023    |
| al-Hilal Juba      | Juba  | 1     | 2018    |
| El-Merriekh Bentiu | Juba  | 1     | 2024    |
| Jamus FC           | Juba  | 1     | 2025    |